# Enzo Crivelli
Enzo Crivelli, né le 6 février 1995 à Rouen en France, est un footballeur français qui évolue au poste d'attaquant.

## Biographie

### Formation
Enzo Crivelli est né à Rouen, en Seine Maritime, en février 1995. Il commence sa formation de footballeur à l'âge de six ans en 2001. Crivelli passe cinq années à l'AS Cannes et finit son parcours junior aux Girondins de Bordeaux, malgré des sollicitations de l'AS Monaco et de l'OGC Nice. Il se fait notamment remarquer lors de la saison 2012-2013 en inscrivant le but de la victoire face au Paris Saint-Germain en demi-finale de la Coupe Gambardella, assurant un ticket pour la finale, remportée par les Girondins.
Crivelli joue pour l'équipe réserve du club, évoluant en CFA, à partir d'août 2013. Crivelli marque six buts en trente matchs avant d'intégrer définitivement l'équipe A en 2015.

### Débuts aux Girondins
Crivelli joue son premier match professionnel le 22 janvier 2014 lors d'une défaite aux tirs au but des Girondins contre le FB Île Rousse en Coupe de France. Quatre jours plus tard, le jeune attaquant débute en Ligue 1 face à l'AS Saint-Étienne en remplaçant Abdou Traoré à l'occasion d'un succès 2-0.
Crivelli inscrit son premier but en Ligue 1 face à l'Olympique lyonnais le 16 mai 2015. L'attaquant peine toutefois à se faire une place au sein de l'effectif et n'est titulaire qu'une seule fois en onze rencontres. Il signe son premier contrat professionnel en juin 2015.
Crivelli intègre pour de bon l'équipe professionnelle durant la saison 2015-2016. Le 27 août 2015, Crivelli marque le but victorieux face au Kairat Almaty qui permet à Bordeaux de continuer sa route en Ligue Europa. Régulièrement titulaire jusqu'à la trêve hivernale, l'attaquant perd peu à peu sa place en fin de saison. Il marque trois buts et délivre quatre passes décisives en championnat.

### Prêt au SC Bastia
Crivelli est prêté au SC Bastia lors de la saison 2016-2017. Il réalise un doublé contre le FC Lorient le 20 août 2016 (victoire 3-0). Crivelli marque des buts importants pour Bastia comme face au Stade rennais en décembre 2016 qui contribue à une victoire 1-2. Titulaire tout au long de la saison malgré quelques blessures, il effectue un exercice convaincant avec dix buts en vingt-quatre rencontres. Ses performances sont l'une des rares satisfactions du club qui finit lanterne rouge à la fin de la saison.

### Passage rapide à Angers
Malgré un passage réussi à Bastia, Crivelli n'est pas conservé par les Girondins et rejoint l'Angers SCO à l'été 2017. Le 12 août 2017, il dispute son premier match contre l'Amiens SC et marque un but pour une victoire 2-0 en ouverture du championnat. Titulaire à douze reprises en quinze matchs, Crivelli déçoit avec un maigre rendement pour un attaquant de pointe, ne marquant qu'une seule fois.

### SM Caen
Crivelli est prêté au mois de janvier 2018 au SM Caen. Il inscrit son premier but face au Stade rennais le 17 février 2018. Crivelli est acheté par le club normand en juin 2018.
Crivelli effectue une saison 2018-2019 en demi-teinte sur le plan personnel et ne peut empêcher la relégation du club. Il marque six buts en trente-trois matchs de championnat.

### Istanbul Başakşehir
Le 27 juillet 2019, Crivelli signe à l'Istanbul Başakşehir pour la somme de 2,5 millions d'euros.
Le 7 août, Crivelli est titularisé pour ses débuts lors d'une rencontre de Ligue des champions contre l'Olympiakos qui se solde par une défaite 0-1. Pour ses débuts en Süper Lig le 24 août, Crivelli ouvre le score contre le Fenerbahçe SK (défaite 1-2). Il réalise un doublé le 7 novembre face au Wolfsberger AC en Ligue Europa. Trois jours plus tard, Crivelli récidive contre le MKE Ankaragücü permettant un succès 2-1.

### Prêt à Antalyaspor
En fin de mercato d'été 2021 il s'est engagé avec Antalyaspor. Sous contrat avec İstanbul Başakşehir jusqu'en juin 2022, l'ancien international Espoirs va faire l'objet d'un prêt d'une saison, assorti d'une option d'achat de 2,5 M€.

### Prêt à l’AS Saint-Étienne
Il rejoint l’AS Saint-Étienne le lundi 31 janvier 2022, dans le cadre d’un prêt avec option d’achat.

### Servette FC
Le 30 août 2022, il rejoint le Servette FC pour trois ans.
Pour sa première apparition sous ses nouvelles couleurs, il s'illustre immédiatement en inscrivant le deuxième but de son équipe, scellant ainsi la victoire face au FC Lucerne.
Lors de la demi-finale de la Coupe de Suisse opposant le Servette FC au FC Lugano, le 5 avril 2023, il inscrit le but égalisateur à la 97ème minute, faisant exploser le Stade de Genève. Malgré l'élimination de son équipe aux tirs au but, cette égalisation arrachée dans les dernières secondes reste l'un des moments les plus marquants de son passage sous les couleurs du Servette FC.
Il remporte néanmoins la Coupe de Suisse l'année suivante face à ce même FC Lugano, bien qu'il n'ait pas disputé la finale pour cause de blessure.

### En équipe nationale
Avec l'équipe de France des moins de 20 ans, il remporte le Tournoi de Toulon 2015, victorieux du Maroc en finale sur le score de 3-1. Un trophée qui fuyait l'équipe depuis 2007. Crivelli est co-meilleur buteur de la compétition avec quatre réalisations avec Achraf Bencharki.
La même année, Crivelli est convoqué en équipe de France espoirs. Il inscrit un but le 12 novembre 2015 contre l'Irlande du Nord pour les qualifications de l'Euro espoirs sur une passe décisive de Georges-Kévin Nkoudou.

## Statistiques
| Saison                           | Club                             | Championnat                      | Championnat | Championnat | Championnat | Coupe nationale | Coupe nationale | Coupe nationale | Coupe de la Ligue | Coupe de la Ligue | Coupe de la Ligue | Supercoupe | Supercoupe | Supercoupe | Compétition(s) continentale(s) | Compétition(s) continentale(s) | Compétition(s) continentale(s) | Compétition(s) continentale(s) | Total | Total | Total |
| Saison                           | Club                             | Division                         | M.          | B.          | P.d.        | M.              | B.              | P.d.            | M.                | B.                | P.d.              | M.         | B.         | P.d.       | Comp.                          | M.                             | B.                             | P.d.                           | M.    | B.    | P.d.  |
| 2013-2014                        | Girondins de Bordeaux            | Ligue 1                          | 2           | 0           | 0           | 1               | 0               | 0               | 0                 | 0                 | 0                 | -          | -          | -          | -                              | -                              | -                              | -                              | 3     | 0     | 0     |
| 2014-2015                        | Girondins de Bordeaux            | Ligue 1                          | 11          | 1           | 1           | 1               | 0               | 0               | 0                 | 0                 | 0                 | -          | -          | -          | -                              | -                              | -                              | -                              | 12    | 1     | 1     |
| 2015-2016                        | Girondins de Bordeaux            | Ligue 1                          | 29          | 3           | 4           | 2               | 2               | 0               | 2                 | 0                 | 0                 | -          | -          | -          | C3                             | 8                              | 1                              | 0                              | 41    | 6     | 4     |
| 2016-2017                        | SC Bastia (prêt)                 | Ligue 1                          | 24          | 10          | 1           | -               | -               | -               | -                 | -                 | -                 | -          | -          | -          | -                              | -                              | -                              | -                              | 24    | 10    | 1     |
| Sous-total Girondins de Bordeaux | Sous-total Girondins de Bordeaux | Sous-total Girondins de Bordeaux | 42          | 4           | 5           | 4               | 2               | 0               | 2                 | 0                 | 0                 | -          | -          | -          | -                              | 8                              | 1                              | 0                              | 56    | 7     | 5     |
| 2017-2018                        | Angers SCO                       | Ligue 1                          | 15          | 1           | 1           | -               | -               | -               | 2                 | 0                 | 0                 | -          | -          | -          | -                              | -                              | -                              | -                              | 17    | 1     | 1     |
| 2017-2018                        | SM Caen (prêt)                   | Ligue 1                          | 11          | 2           | 0           | 3               | 0               | 1               | -                 | -                 | -                 | -          | -          | -          | -                              | -                              | -                              | -                              | 14    | 2     | 1     |
| 2018-2019                        | SM Caen                          | Ligue 1                          | 33          | 6           | 1           | 1               | 0               | 0               | 1                 | 0                 | 0                 | -          | -          | -          | -                              | -                              | -                              | -                              | 35    | 6     | 1     |
| Sous-total SM Caen               | Sous-total SM Caen               | Sous-total SM Caen               | 44          | 8           | 1           | 4               | 0               | 1               | 1                 | 0                 | 0                 | -          | -          | -          | -                              | -                              | -                              | -                              | 49    | 8     | 2     |
| 2019-2020                        | İstanbul Başakşehir              | Süper Lig                        | 30          | 11          | 3           | 3               | 0               | 0               | -                 | -                 | -                 | -          | -          | -          | C1+C3                          | 2+9                            | 0+3                            | 0+1                            | 44    | 14    | 4     |
| 2020-2021                        | İstanbul Başakşehir              | Süper Lig                        | 36          | 2           | 1           | 3               | 0               | 1               | -                 | -                 | -                 | -          | -          | -          | C1                             | 4                              | 0                              | 0                              | 43    | 2     | 2     |
| 2022-2023                        | İstanbul Başakşehir              | Süper Lig                        | 1           | 0           | 0           | -               | -               | -               | -                 | -                 | -                 | -          | -          | -          | C4                             | 3                              | 0                              | 0                              | 4     | 0     | 0     |
| Sous-total                       | Sous-total                       | Sous-total                       | 67          | 13          | 4           | 6               | 0               | 1               | -                 | -                 | -                 | -          | -          | -          | -                              | 18                             | 3                              | 1                              | 91    | 16    | 6     |
| 2021-2022                        | Antalyaspor (prêt)               | Süper Lig                        | 12          | 0           | 0           | 1               | 0               | 0               | -                 | -                 | -                 | 1          | 0          | 0          | -                              | -                              | -                              | -                              | 14    | 0     | 0     |
| 2021-2022                        | AS Saint-Étienne (prêt)          | Ligue 1                          | 6           | 0           | 1           | -               | -               | -               | -                 | -                 | -                 | -          | -          | -          | -                              | -                              | -                              | -                              | 6     | 0     | 1     |
| Sous-total                       | Sous-total                       | Sous-total                       | 18          | 0           | 1           | 1               | 0               | 0               | -                 | -                 | -                 | 1          | 0          | 0          | -                              | -                              | -                              | -                              | 20    | 0     | 1     |
| 2022-2023                        | Servette FC                      | Super League                     | 19          | 4           | 2           | 3               | 3               | 0               | -                 | -                 | -                 | -          | -          | -          | -                              | -                              | -                              | -                              | 22    | 7     | 2     |
| 2023-2024                        | Servette FC                      | Super League                     | 19          | 5           | 0           | 2               | 2               | 0               | -                 | -                 | -                 | -          | -          | -          | C1+C3+C4                       | 3+4+2                          | 0+1+0                          | 0+0+0                          | 30    | 8     | 0     |
| Sous-total                       | Sous-total                       | Sous-total                       | 38          | 9           | 2           | 5               | 5               | 0               | -                 | -                 | -                 | -          | -          | -          | -                              | 9                              | 1                              | 0                              | 52    | 15    | 2     |
| Total sur la carrière            | Total sur la carrière            | Total sur la carrière            | 248         | 45          | 18          | 21              | 5               | 2               | 5                 | 0                 | 0                 | 1          | 0          | 0          | -                              | 35                             | 5                              | 1                              | 310   | 55    | 21    |

## Palmarès
En club, il remporte le Championnat de Turquie en 2020 avec Istanbul Basaksehir.
En sélection nationale, Crivelli soulève son premier trophée en carrière en remportant le Tournoi de Toulon 2015 avec l'équipe de France des moins de 20 ans.